# Slipstream (letteratura)
Slipstream è un termine che definisce opere letterarie di narrativa fantastica a cavallo di due o più generi e che pertanto non si possono agevolmente collocare nei confini di uno solo di essi, sia che si tratti di fantascienza o di fantasy rispetto alla narrativa cosiddetta mainstream (nel senso di "narrativa convenzionale e maggioritaria", priva di elementi fantastici).
Lo scrittore di fantascienza Christopher Priest ha scritto relativamente allo slipstream che: "In letteratura può includere Angela Carter, Steve Erickson, Paul Auster, Haruki Murakami, J. G. Ballard, Jorge Luis Borges, alcuni romanzi di John Fowles. Nel cinema sono esempi recenti di puro slipstream Memento, Essere John Malkovich, Intacto, Fuori orario e Il pasto nudo.
Il termine slipstream, limitatamente alla letteratura, venne coniato dall'autore cyberpunk e giornalista Bruce Sterling in un articolo originariamente pubblicato dalla rivista SF Eye (n. 5, luglio 1989).
Egli afferma che "...questo è un tipo di scrittura che ti fa semplicemente sentire molto strano; come pure vivere nel XX secolo ti fa sentire strano, se sei una persona di una certà sensibilità".
La narrativa slipstream è stata di conseguenza definita "the fiction of strangeness" (la narrativa della stranezza) che è una definizione altrettanto chiara di quelle più comunemente in uso.
Lo slipstream, per come viene indicato nel paragrafo iniziale, cade nello spazio che s'apre tra la fantascienza e la narrativa mainstream (e da questo termine deriva ovviamente slipstream). Alcuni sostenitori della letteratura mainstream tendono a evitarla perché è troppo bizzarra, mentre alcuni fan della fantascienza tendono a evitarla perché non lo è abbastanza.
Alcuni romanzi slipstream impiegano elementi tratti dalla fantasy o dal realismo magico. Il fattore comune che unifica questi testi letterari è la sensazione di straniamento che lasciano al lettore.  Autori come Christopher Priest, Margaret Atwood, Karen Joy Fowler, Steve Erickson, Douglas Coupland e William S. Burroughs, sono riconducibili alla definizione di slipstream.
Il concetto di slipstream coincide in parte con quelli di Avantpop e New Weird; probabilmente vanno letti tutti e tre come tentativi di pensare un complesso movimento della letteratura attualmente in corso.